# Pep Munné
Josep «Pep» Munné Suriñà (Barcelona, 3 de julio de 1953) es un actor y ex futbolista español.

## Biografía
En su juventud fue jugador de fútbol en la cantera del F. C. Barcelona y entre 1971 y 1974 pasó por el primer equipo del Rayo Vallecano y del Real Mallorca en Segunda División. Su padre, José Munné Sempere (1926-1978), también jugó profesionalmente en el Español y en el Real Valladolid. 
Inicia su formación actoral en la Escuela Adrià Gual y debuta profesionalmente en el musical Godspell, de John-Michael Tebelak.
Ha rodado tanto en catalán como en castellano, aunque es en Cataluña donde ha alcanzado la mayor popularidad, especialmente gracias a la interpretación de papeles protagonistas en teleseries catalanas como El cor de la ciutat o en series a nivel nacional como El súper, historias de todos los días.

## Cine
- 2014- Perdona si te llamo amor, de Joaquín Llamas.
- 2009- El niño pez, de Lucía Puenzo.
- 2006- Trastorno, de Fernando Cámara.
- 2005- Lifting de corazón, de Eliseo Subiela.
- 2005- Sin ti, de Raimon Masllorens.
- 2004- La puta y la ballena, de Luis Puenzo.
- 2004- El inspector Rupérez y el caso del cadáver sin cabeza, de Álvaro Sáenz de Heredia.
- 2003- Pas si grave, de Bernard Rapp (v.o. en francés)
- 1991- Dripping, de Vicente Monsonís.
- 1998- Los amantes del Círculo Polar, de Julio Médem.
- 1997- La señora Rettich, Czerni y yo, de Markus Imboden Prod. Bavaria (Alemania).v.o. en alemán.
- 1994- Sombras paralelas, de Gerardo Gormezano.
- 1993- Barcelona, de Whit Stillman. v.o. en inglés
- 1992- El cazador furtivo, de Carles Benpar.
- 1991- Visiones de un extraño (Enrique Alberich.
- 1990- ¿Qué te juegas, Mari Pili?, de Ventura Pons.
- 1989- La bañera, de Jesús Garay.
- 1988- El amor es extraño, de Carles Balagué.
- 1986- La guerra de los locos, de Manuel Matji.
- 1985- Radio Speed, de Francesc Bellmunt.
- 1985- El rollo de septiembre, de Mariano Ozores.
- 1984- La noche más hermosa, de Manuel Gutiérrez Aragón.
- 1983- El Cid Cabreador, de Angelino Fons.
- 1980- Crónica de un instante, de José Antonio Pangua.
- 1980- Los embarazados, de Joaquín Coll-Espona.
- 1980- La quinta del porro, de Francesc Bellmunt.
- 1980- Jet Lag (Vértigo en Manhattan), de Gonzalo Herralde.
- El hombre de moda (1980), de Fernando Méndez-Leite
- 1979- Sus años dorados, de Emilio Martínez Lázaro.
- 1979- El hombre de moda, de Fernando Méndez-Leite.
- 1979- La muchacha de las bragas de oro (Vicente Aranda).
- 1978- Tres en raya, de Francisco Romá.
- 1977- El mirón, de José Ramón Larraz.
- 1977- Susana quiere perder... eso, de Carlos Aured.
- 1976- Call-girl, de Eugenio Martín.
- 1976- La menor, de Pedro Masó.
- 1976- Las delicias de los verdes años, de Antonio Mercero.
- 1976- Viaje al centro de la Tierra, de Juan Piquer Simón.
- 1975- La trastienda, de Jorge Grau.  [2010]

## Teatro
- 2014 - Lo que vio el mayordomo, de Joe Orton. Dir. Joe O'Curran.
- 2013 - Subprime, de Fernando Ramírez Baeza. Dir. Ricardo Campelo.
- 2011/2012 - Las cinco advertencias de Satanás, de Enrique Jardiel Poncela. Dir. Mara Recatero.
- 2011 - Casa de muñecas, de Henrik Ibsen. Dir. Amelia Ochandiano.
- 2010 - Angelus Novus, de Juan Mayorga. Dir. Miguel Ángel Fernández.
- 2009 - Boeing-Boeing, de Marc Camoletti. Dir. Alexander Harold.
- 2009 - Trueta, escrita y dirigida por Àngels Aymar.
- 2007/2008- El Principito, de Antoine de Saint-Exupéry. Dir. Pablo Ramos.
- 2005- Camille Claudel, dramaturgia y dirección por Pep Munné.
- 2003/2004- Las rosas de papel, de Jaime Gil de Biedma. Dir. Pep Munné.
- 2003 - Don Juan Tenorio, Dir. Ángel Fernández Montesinos. Teatro María Guerrero/CDN (Don Juan)
- 2001/2002- Dulce pájaro de juventud, de Tennessee Williams. Dir. Alfonso Zurro.
- 1999/2000- ¿Quién teme a Virginia Woolf?, de Edward Albee. Dir. Adolfo Marsillach.
- 1998- Los enamorados, de Carlo Goldoni. Dir. Miguel Narros.
- 1997- Ivanov, de Antón Chéjov. Dir. Gennadi Korotkov.
- 1995- Cristales rotos, de Arthur Miller. Dir. Pilar Miró.
- 1994- La confessió de Stavroguin, de Fiódor Dostoyevski. Dir. Josep Costa (TUB).
- 1994- Contes dels boscos de Viena, Cuentos de los bosques de Viena de Ödön von Horváth. Dir. Pep Munné.
- 1993- Cartes d'amor (Cartas de amor), de A. R. Gurney. Dir. Josep Costa (TUB).
- 1992- Trío en mi bemol, de Eric Rohmer. Dir. Fernando Trueba. (Centro Dramático Nacional).
- 1992- No val a badar (Speed-the-Plow), de David Mamet. Dir. Ricard Reguant TUB.
- 1990- Les tres germanes, de Antón Chéjov. Dir. Pierre Romans (Cía. Josep Maria Flotats).
- 1990- Maria Estuard, de Friedrich Schiller Dir. Josep Montanyès (Cía Teatre Lliure).
- 1989- Johnny cogió su fusil, de Dalton Trumbo. Dir. Josep Costa (TUB).
- 1988- El manuscrit d´Ali-Bei, de Josep Maria Benet i Jornet. Dir. Josep Montanyès. (Teatre Lliure).
- 1988- Junto al director Josep Costa crea el TUB/ Teatro Urbano de Barcelona.
- 1988- Danny i Roberta, de John Patrick Shanley. Dir. Josep Costa (TUB).
- 1987- El 30 d´abril, de Pere Quart. Dir. Pere Planella (Cía. Teatre Lliure).
- 1986- Mel salvatge (Miel salvaje), de Antón Chéjov. Dir. Pere Planella.
- 1986- Damunt l´herba, de Guillem-Jordi Graells (”Sobre la hierba”) Dir. Pere Planella.
- 1983- Cuentos de los bosques de Viena de Ödön von Horváth. Dir. Antonio Larreta.[1]
- 1982- La tempestad, de William Shakespeare. Dir. Jorge Lavelli. (Cía. Núria Espert)[2]
- 1981- El rey Lear, de William Shakespeare. Dir. Miguel Narros.
- 1980- Hamlet, de William Shakespeare. Dir. Pere Planella.
- 1980- Macbeth, de William Shakespeare. Dir. Miguel Narros.[3]
- 1979- La gaviota, de Antón Chéjov. Dir. Hermann Bonnín.
- 1978- La Celestina, de Francisco de Rojas. Adaptada por Camilo José Cela. Dir. José Tamayo.
- 1978- El zoo de cristal, de Tennessee Williams. Dir. José Luis Alonso.
- 1977- Los gigantes de la montaña, de Luigi Pirandello. Dir. Miguel Narros.
- 1974- Godspell. Autor y director John-Michael Tebelak.

## Televisión
- 2022 - Smiley, como Salvador Sunyer, con el jugador del Rayo Vallecano, Cedrick Mugisha y Ruth Llopis en el papel de su hija Núria Sunyer
- 2019-2021 - La casa de papel, como Mario Urbaneja, gobernador del Banco de España.
- 2018 - Cuerpo de élite, como Joan Capdevila
- 2017 - Traición, como Pedro
- 2016 - La Riera, como Robert Font
- 2016 - Cites, como Francesc
- 2015 - Cuéntame cómo pasó, como Josep en el capítulo "Punto límite" (T16, episodio 17)
- 2014-2015 -  Velvet, como Gerardo Otegui
- 2011 - Bandolera
- 2009 - 23-F: el día más difícil del rey
- 2009-2010 - Amar en tiempos revueltos, como Salvador Bellido Huerga. Serie de Diagonal TV para TVE.
- 2009 - Ventdelplà. Serie de Diagonal TV para TV3 Colaboración.
- 2009 - Acusados (episódico)
- 2008 - El club de la calceta. Telefilm de Anton Dobao para TVG y TV3 Colaboración.
- 2008- Zoo  serie de Diagonal TV para TV3 Protagonista.
- 2007 - El internado
- 2006-2007 - Génesis: en la mente del asesino
- 2005- Fuera de control. Serie de Globomedia para TVE. Colaboración.
- 2005- Mintiendo a la vida (Jorge Algora). Telefilm.
- 2004- De moda (Jordi Frades). Serie de Diagonal TV para la FORTA. Colaboración.
- 2000-2003- El cor de la ciutat. Serie de TV3.
- 2002- Sincopado. Telefilm de Miguel Milena.
- 2000- Periodistas Serie de Tele 5.
- 1999- La familia... 30 años después, de Pedro Masó. Telefilm para Antena 3.
- 1998/1999- El súper Serie de Tele 5. (Orestes Lara).
- 1997- Dones d´aigua ("Mujeres de agua") (Antoni Verdaguer). Serie de TV3.
- 1996/1997- Loco de atar (Lluis Maria Güell). Serie de TVE.
- 1996- ¿Para qué sirve un marido? (Rosa Vergés) Serie de TVE.
- 1995/1996- Rosa (Enric Banqué) Serie de TV3.
- 1995- Pedralbes Centre (Jordi Frades) Serie de TV3.
- 1994- Estació d´enllaç Serie de TV3.
- 1993- Xènia (Ricard Reguant) Serie de TV3.
- 1992- Menos lobos (José Pavón). TVE.
- 1986 - Elegir una profesión (Presentador) Programa de TVE.[4]
- 1984- Una parella al vostre gust Serie de TV3.
- 1983- Anillos de oro (Pedro Masó) Serie de TVE.
- 1975- Este señor de negro (Antonio Mercero) TVE.
- 1975- El retrato de Dorian Gray (Jaime Chávarri) Serie de TVE.

## Premios
- Mejor Actor teatral por Danny y Roberta de la Asociación de Espectadores de Teatro de Alicante.
- Premio al mejor actor cinematográfico del año de la Asociación de Actores y Directores Profesionales de Cataluña por Visiones de un extraño.